# George Segal (kunstenaar)
George Segal (26 november 1924 – 9 juni 2000) was een Amerikaans kunstenaar. Hij heeft kenmerken gemeen met de popart en de happening.
Segal was oorspronkelijk een kunstschilder, maar is geleidelijk aan overgeschakeld naar installaties. Hij is het bekendst geworden door zijn figuren in gips in combinatie met readymades.